# Gruta del Tigris
La gruta del Tigris es una cueva situada a unos 80 km al norte de Diyarbakır, en Turquía. Con una longitud de aproximadamente 750 m, por su interior fluye el manantial Berkilin Cay. Es una de las fuentes del Tigris, aunque no la principal, y a pesar de que durante mucho tiempo se pensó que era el nacimiento del río, este se encuentra cerca de Bingöl, no muy lejos de la gruta. En sus cercanías se localizan varios elementos arqueológicos, entre los que destacan tres relieves en roca y cinco inscripciones de las épocas asiria y neoasiria.
Los mejor conservados son los relieves en la roca de los reyes Tiglatpileser I y Salmanasar III, que están tallados en la pared de la gruta. La ejecución de estos relieves en el año 852 a. C. aparece representada en las bandas de bronce de las Puertas de Balawat, ahora en el Museo Británico. Sobre la gruta existe un arco de roca natural que está conectado a la cueva mediante una escalera construida por los pobladores de la región de Urartu. Por encima de la salida de la gruta se localizan otras cuevas. La mayor de ellas posee un relieve y una inscripción mal conservados de Salmanasar III.

## Imágenes
|  |  |